# Winamac
Winamac är administrativ huvudort i Pulaski County i Indiana. Vid 2010 års folkräkning hade Winamac 2 490 invånare.